# رونالد سرل
رونالد سرل (انگلیسی: Ronald Searle; ۳ مارس ۱۹۲۰ – ۳۰ دسامبر ۲۰۱۱) هنرمند و کارتونیست اهل بریتانیا بود. از آثار او می‌توان به کامیکس مدرسه سنت ترینیان (۱۹۵۲–۱۹۴۶) اشاره کرد که از روی آن، سری فیلم‌های سنت ترینیان از جمله ناقوس‌های سنت ترینیان (۱۹۵۴) اثر فرانک لاوندر ساخته شده‌است.